# Billy Keller
William Curry Keller, detto Billy (Indianapolis, 30 agosto 1947), è un ex cestista e allenatore di pallacanestro statunitense, professionista nella ABA.

## Carriera
Venne selezionato dai Milwaukee Bucks al settimo giro del Draft NBA 1969 (87ª scelta assoluta).

## Statistiche
| † | Denota una stagione in cui ha vinto il titolo ABA |
| * | Primo nella lega                                  |
| * | Record                                            |

### ABA

#### Regular Season
| Anno       | Squadra        | PG  | PT | MP   | TC%  | 3P%  | TL%   | RP  | AP  | PRP | SP  | PP   |
| ---------- | -------------- | --- | -- | ---- | ---- | ---- | ----- | --- | --- | --- | --- | ---- |
| 1969-1970† | Indiana Pacers | 82  |    | 18,1 | 39,7 | 27,3 | 85,0  | 2,1 | 2,9 |     |     | 8,7  |
| 1970-1971  | Indiana Pacers | 83  |    | 30,0 | 42,6 | 36,5 | 86,7  | 2,9 | 5,3 |     |     | 14,3 |
| 1971-1972† | Indiana Pacers | 76  |    | 22,8 | 42,6 | 33,1 | 87,9  | 2,2 | 3,5 |     |     | 9,7  |
| 1972-1973† | Indiana Pacers | 83  |    | 27,1 | 43,3 | 32,0 | 87,0* | 2,5 | 4,3 |     |     | 13,8 |
| 1973-1974  | Indiana Pacers | 75  |    | 19,0 | 45,4 | 38,2 | 87,0  | 1,7 | 2,3 | 0,5 | 0,0 | 9,5  |
| 1974-1975  | Indiana Pacers | 79  |    | 24,3 | 43,7 | 33,3 | 88,3  | 2,7 | 2,6 | 0,7 | 0,0 | 12,5 |
| 1975-1976  | Indiana Pacers | 78  |    | 29,6 | 40,6 | 35,2 | 89,6  | 2,9 | 3,9 | 0,8 | 0,1 | 14,2 |
| Carriera   | Carriera       | 556 |    | 24,5 | 42,5 | 33,8 | 87,2  | 2,4 | 3,6 | 0,7 | 0,0 | 11,8 |

#### Massimi in carriera
Regular Season
- Massimo di punti in ABA: 38 vs Denver Rockets (16 gennaio 1973)
- Massimo di rimbalzi in ABA: 10 (3 volte)
- Massimo di assist in ABA: 13 vs Pittsburgh Condors (12 febbraio 1971)
- Massimo di palle rubate in ABA: 2 (2 volte)*
- Massimo di stoppate in ABA: 0*

(* tenendo conto dei dati ABA al momento disponibili e che le statistiche di queste categorie vennero registrate sistematicamente solo dalla stagione ABA 1973-1974)

#### Play-off
| Anno     | Squadra        | PG  | PT | MP   | TC%  | 3P%  | TL%    | RP  | AP  | PRP | SP  | PP   |
| -------- | -------------- | --- | -- | ---- | ---- | ---- | ------ | --- | --- | --- | --- | ---- |
| 1970†    | Indiana Pacers | 15  |    | 35,1 | 42,4 | 13,0 | 91,3*  | 3,4 | 4,5 |     |     | 13,0 |
| 1971     | Indiana Pacers | 11  |    | 40,7 | 43,2 | 39,7 | 86,2   | 3,8 | 5,4 |     |     | 21,5 |
| 1972†    | Indiana Pacers | 20* |    | 26,6 | 44,7 | 39,6 | 84,1   | 1,8 | 4,2 |     |     | 12,0 |
| 1973†    | Indiana Pacers | 17  |    | 20,5 | 38,3 | 22,2 | 81,6   | 3,1 | 3,7 |     |     | 9,0  |
| 1974     | Indiana Pacers | 12  |    | 16,2 | 44,1 | 37,5 | 84,2   | 1,5 | 2,1 | 0,4 | 0,0 | 9,4  |
| 1975     | Indiana Pacers | 17  |    | 23,8 | 42,0 | 39,5 | 100,0* | 1,4 | 1,7 | 0,4 | 0,0 | 10,8 |
| 1976     | Indiana Pacers | 3   |    | 16,7 | 50,0 | 28,6 | 0,0    | 1,0 | 2,0 | 0,3 | 0,0 | 6,0  |
| Carriera | Carriera       | 95  |    | 26,4 | 42,6 | 34,1 | 87,1   | 2,4 | 3,5 | 0,4 | 0,0 | 12,0 |

#### Massimi in carriera
Play-off
- Massimo di punti in ABA: 39 vs San Antonio Spurs (1º aprile 1974)
- Massimo di rimbalzi in ABA: 9 vs Denver Rockets (3 aprile 1973)
- Massimo di assist in ABA: 11 vs Utah Stars (24 aprile 1972)
- Massimo di palle rubate in ABA: 2 (2 volte)*
- Massimo di stoppate in ABA: 1 vs Kentucky Colonels (3 maggio 1973)*

(* tenendo conto dei dati ABA al momento disponibili e che le statistiche di queste categorie vennero registrate sistematicamente solo dalla stagione ABA 1973-1974)

## Palmarès
- Campionato ABA: 3 (record condiviso con Mel Daniels, Roger Brown e Freddie Lewis)

Indiana Pacers: 1970, 1972, 1973
- Miglior tiratore di liberi ABA (1972-1973)
- 3 volte maggior numero di tiri da tre punti realizzati in stagione ABA: (1972-1973), (1974-1975), (1975-1976) (record)
- Miglior tiratore di liberi nei Playoff ABA: (1970), (1975)
- Secondo giocatore con il maggior numero di triple messe a segno nella storia dell'ABA (506)
- Ottavo miglior giocatore di sempre in ABA per percentuale al tiro da tre punti (.339)
- Trentacinquesimo miglior marcatore di sempre ABA
- Quattordicesimo miglior marcatore di sempre per numero di punti segnati nei Playoff ABA
- Quattordicesimo per numero di assist di sempre ABA